# كلية شط العرب الجامعة
كلية شط العرب الجامعة هي جامعة عراقية أهلية تأسست عام 1993 وتقع في محافظة البصرة جنوب العراق.

## التأسيس
تأسست  كلية شط العرب الجامعة في البصرة في 5-10-1993 بموجب الأمر المرقم م ف / 568 وهي من الكليات المعترف بها من قبل وزارة التعليم العالي والبحث العلمي.

## الرسالة
تسعى كلية «شط العرب الجامعة» إلى الارتقاء بالمستوى العلمي والثقافي في مدينة البصرة بشكل خاص وذلك من خلال إعداد الكوادر الوطنية من خلال الوسائل الإدارية والمحاسبية والقانونية واللغوية، إضافة إلى الخبرة في مجال الحاسوب

## الأقسام
تحتوي الجامعة على الاقسام التالية:
- علوم الحاسبات.
- القانون.
- إدارة الأعمال.
- آداب اللغة الإنكليزية.
- المحاسبة.

## قسم علم الحاسوب
رؤية القسم:
- اعداد خريجين متخصصين في علوم الحاسبات يساهمون ايجابا في المجتمع.
- تلبية احتياجات المؤسسات التعليمية بكوادر ذات كفاءة عالية.
- تشجيع البحث العلمي والنشر في المجالات العلمية والمحلية والعالمية.
- تنمية قدرة الطالب على ربط الجانب اعملي والاطالاع المستمر.
- إعداد جيل من الباحثين الاكادميين المؤهلين بالكفاءات العلمية العالمية التي تمكنهم من البحث العلمي في مجالات علوم الحاسب.
- تحقيق التواصل العلمي مع المختصصين في مجالات الحاسوب المختلفة على المستوين المحلي والعالمي
- تحقيق الجودة والاعتماد الاكاديمي على المستويين المحلي والعالمي[4]

## قسم القانون
رؤية القسم: يسعى قسم القانون إلى تحقيق الأهداف التالية:
- خلق جيل واعٍ يخدم المسيرة القانونية في القضاء والعدل في البلد ويتحصن بشهادة أكاديمية جامعية في اختصاص القانون، ومواكبة التطورات التي تحصل في مجال القانوني بجانبه النظري والتطبيقي".
- يسعى قسم القانون إلى مد أواصر التعاون مع بقية الأقسام الإنسانية الأخرى داخل الكلية وخارجها. ويطمح القسم إلى إيجاد تطبيقات ومشاهدات عملية ليس لطلبة المرحلة الثالثة وبالتدريب الصيفي فقط بلبالتواصل مع المحاكم المدنية والجزائية ولمختلف الاختصاصات.
- اعطاء النشاطات التي تخدم المجتمع الاولوية القصوى كإقامة الندوات العامة والمحاضرات التخصصية والاشتراك بالمؤتمرات.[5]

## قسم إدارة أعمال
رؤية القسم:
- بناء شخصية الطالب وتنمية قدراته لتولي المراكز القيادية في مؤسسات الدولة ومنظمات الأعمال.
- دعم الروابط والعلاقات الثقافية مع المؤسسات التعليمية العربية والاجنبية بما يفيد تفعيل التعاون البناء.
- الاهتمام بورش العمل وكذلك الدورات التدريبية للتعرف على الواقع العملي ولصقل المواهب والقدرات للطلاب.
- تقديم تعليم متميز لاعداد جيل له قدرة على استخدام التقنية الحديثة في مجال إدارة المعلومات ومعالجة البيانات.
- المساهمة في سد حتياجات سوق العمل العراقي في مجال إدارة الأعمال.
- اكساب الطلاب المهارات العلمية من خلال التدربب العملي ودراسة الحالات في موضوعات إدارة الأعمال[6]

## قسم آداب اللغة الإنكليزية
```
رؤية القسم:
```

- يهدف قسم اللغة الإنكليزية في كلية شط العرب الجامعة إلى اعداد خريجي للتعليم المتوسط والاعدادي للتدريس في المدارس الرسمية والاهلية.
- تزويد الطلاب بالمعرفة الشاملة للغلة الإنكليزية وادابها وعلم اللغويات.
- صقل وتطوير مهارات التفكير النقدي والابداعي لدى الطلاب.
- غرس روح العمل الجماعي وخدمة المجتمع.
- تمكين الطلاب على ترجمة النصوص العلمية والادبية.
- تدريب الطلاب على التحليل النقدي للنصوص اللغوية والادبية.
- تطوير مهارات الطلاب القابلة للتحويل لاستفادة منها في مستقبلهم.[7]

## قسم المحاسبة
رؤية القسم:
- بناء شخصية الطالب وتنمية قدراته التي تؤهله للعمل في المراكز المختلفة للمؤسسات.
- الاطلاع والمشاركة في احدث ما تم الوصول اليه من معرفة في مجال المحاسبة والتدقيق.
- دعم الروابط والعلاقات الثقافية مع مؤسسات التعليمية العربية والاجنبية بما يفيد تفعيل التعاون والبناء
- الاهتمام بورش العمل وكذلك الدورات التدريببة للتعرف على الواقع العملي ولصقل المواهب والقدرات للطلاب.
- تقديم تعليم متميز لاعداد جيل له قدرة على استخدام التقنية الحديثة في مجال المحاسبة والتدقيق.
- المساهمة في سد احتياجات سوق العمل العراقي في مجال المحاسبة والتدقيق.
- اكتساب الطلاب المهارات العلمية من خلال التدريب العلمي ودراسة الحالات في موضوعات المحاسبة والتدقيق[8]